# Гладзор
Гладзор (вірм. Գլաձոր) — село в марзі Вайоц-Дзор, на півдні Вірменії. Село розташоване між адміністративним центром марза Вайоц-Дзор — містом Єхегнадзор і селом Вернашен.
У 1987 р. був перепохований вірменський військовий і політичний діяч, ідеолог і публіцист Гарегін Нжде у дворі церкви Спітакавор с. Гладзор.
Гладзор був великим культурним центром середньовічної Вірменії. Одним з найвідоміших монастирів Сюнікського регіону був монастир Танаат, побудований на дуже мальовничому гірському масиві. Цей монастирський комплекс досяг вершин свого розквіту в XIII—XIV століттях, коли на території монастиря діяв один з перших і найвідоміших вірменських університетів та бібліотеки — Гладзор. Університет був монастирською школою, де працювали найвідоміші вчені тієї епохи, і випускники якої займалися не тільки духовною діяльністю, але також наукою і створенням манускриптів. При університеті діяла також школа живопису, яка, базуючись на традиціях, зовсім своєрідно представила вірменську мініатюру.